# ВК Бреша
ВК Бреша (итал. Associazione Nuotatori Brescia; Пливачки клуб Бреша) је италијански спортски клуб из Бреше који је посвећен спортовима на води, а најпознатији је по својој ватерполо секцији.
Клуб је основан 1973. године и носио је име Бреша до 1995, кад га је променио у Леонеса. Од 2011. клуб поново носи своје старо име Бреша. Боје клуба су плава и бела. Тренутно се такмичи у Серији А1 Италије.
Ватерполо клуб је у сезони 1990/91. први пут играо у Серији А, али је испао већ у сезони 1996/97., док од повратка у Серију А 1999. није испадао. 
Једину титулу у националном првенству Бреша је освојила 2003. године, док је два пута била вицепрвак. Након пораза у свом првом финалу Купа 2011, Бреша је 2012. успела да освоји и први трофеј Купа Италије. На европској сцени клуб је био још успешнији, пошто је успео да освоји четири пута ЛЕН Трофеј 2002, 2003, 2006. и 2016, поред једног финала 2001. године.
Почетком 21. века, у годинама када је остварила највеће успехе у историји, освојивши првенство Италије и три ЛЕН Трофеја један од носилаца игре Бреше био је српски ватерполиста Александар Ћирић.

## Трофеји

### Национални
- Серија А Италије:

Првак (1): 2003.
Друго место (4): 2008, 2012, 2013, 2014.
- Куп Италије:

Освајач (1): 2012.
Финалиста (2): 2011, 2014.

### Међународни
- ЛЕН Трофеј:

Освајач (4): 2002, 2003, 2006, 2016.
Финалиста (1): 2001.
- Суперкуп Европе:

Финалиста (3): 2003, 2006, 2016.